# ТЕС Базос
ТЕС Базос – теплова електростанція на сході Іспанії. 
З 1915 по 1966 роки в Базосі працювала вугільна електростанція, на заміну якій в 1967 та 1972 роках запустили нову станцію з двома конденсаційними енергоблоками, що мали парові турбіни потужністю 150 МВт та 350 МВт відповідно. 
В 2002 році ввели в дію два однотипні парогазові блоки комбінованого циклу потужністю 419 МВт та 407 МВт, в кожному з яких одна газова турбіна через котел-утилізатор одну парову. Особливістю проекту стало те, що власником блоку №3 (так само як і конденсаційних блоків) виступила компанія Endesa, тоді як блок №4 належить Naturgy Energy Group (до 2018-го була відома як GasNatural Fenosa). Блоки діють незалежно один від одного, проте використовують спільну інфраструктуру водопостачання та водопідготовки.
В 2011-му Endesa додала блок №5 потужністю став до ладу ще один парогазовий блок комбінованого циклу потужністю 873 МВт, в якому дві газові турбіни потужністю по 280 МВт живлять через відповідну кількість котлів-утилізаторів одну парову турбіну. 
Паливна ефективність парогазових блоків становить 58%.
Поява сучасних генеруючих потужностей дозволила в 2003-му вивести з експлуатації конденсаційні блоки №1 та №2.
Станція почала роботу на мазуті, проте вже у 1969 – 1979 роках була переведена на природний газ, який надходить до регіону через термінал для імпорту зрідженого природного газу Барселона ЗПГ.
Для видалення продуктів згоряння конденсаційна станція мала димар заввишки 120 метрів, який наразі демонтований.
Для охолодження використовують морську воду.
Видача продукції відбувається по ЛЕП, що працюють під напругою 232 кВ та 66 кВ.